# Crazy Nights
Crazy Nights ist das 1987 erschienene vierzehnte Studioalbum der US-amerikanischen Hard-Rock-Band Kiss.

## Entstehungsgeschichte
Zwischen der Veröffentlichung von Asylum 1985 und Crazy Nights lagen zwei Jahre – bis dahin die längste Pause zwischen zwei Kiss-Studioalben. Die Verkaufszahlen von Asylum waren gut gewesen, die Tour war relativ erfolgreich, dennoch konnte die Band keine großen Gewinne erzielen. Um die Lücke zwischen den Veröffentlichungen zu füllen, veröffentlichte PolyGram am 18. Mai 1987 das erste Homevideo der Band, Exposed, das einige Videoclips der 1980er Jahre enthielt, die im Rahmen einer losen Hintergrundhandlung gekoppelt wurden.
Paul Stanley und Gene Simmons kamen zu der Auffassung, dass ein „großes“ Album benötigt wurde, um das Interesse an Kiss wieder zu wecken. Sie hatten beide Vorgängeralben selbst produziert und kamen zu dem Schluss, dass ein bekannter Produzent in der Lage sein könnte, die Band wieder weiter nach vorne zu bringen. Sie entschieden sich für Ron Nevison, der bekannt dafür war, die erlahmten Karrieren anderer Künstler mit seinen Produktionen (1984 Survivors Vital Signs, 1985 Hearts Heart oder 1986 Ozzy Osbournes The Ultimate Sin) wieder angeschoben zu haben.
Arbeitstitel für das Album war Who Dares... Wins; in Japan wurde es kurz vor der Veröffentlichung sogar noch mit diesem Titel beworben. Die Produktion fiel sehr poppig aus, allerdings legte die Band auch wieder mehr Wert auf musikalische Qualität als darauf, einfach nur ein neues Produkt auf den Markt zu bringen.
Die Band stellte dreizehn Titel für das Album fertig, es wurden jedoch nur elf davon verwendet. Einer der nicht verwendeten Songs, Sword and Stone, den Bruce Kulick, Paul Stanley und Desmond Child geschrieben hatten, wurde 1989 von der deutschen Gruppe Bonfire aufgenommen und für den Soundtrack zu Wes Cravens Film Shocker zur Verfügung gestellt. Der zweite nicht verwendete Titel war Hide Your Heart, den Paul Stanley mit Desmond Child und Holly Knight geschrieben hatte. Hide Your Heart wurde für das 1989 erschienene Album Hot in the Shade neu aufgenommen und veröffentlicht. Das Lied Thief in the Night das Gene Simmons mit Mitch Weissman geschrieben hatte, war bereits 1984 von Wendy O. Williams für ihr Album W. O. W. aufgenommen worden.
Crazy Nights ist das erste komplett digital aufgenommene Album der Band.
Cover
Das Cover des Albums zeigte die kreisförmig angeordneten Fotos der Bandmitglieder auf einem zerbrochenen Spiegel. Die dafür benutzten Bilder hatte der Fotograf Walter Wick aufgenommen, ebenso das in Schwarz-Weiß gehaltene Gruppenfoto auf der Innenhülle der Schallplatte. Ähnlich wie beim Album Rock and Roll Over war das Bandlogo jeweils an den Ecken positioniert worden. Auf der Rückseite zeigte das Cover von Mark Weiss und Glen La Ferman aufgenommene Einzelfotos der Mitglieder, die jeweils ein Viertel der Plattenhülle einnahmen. In der Mitte befand sich das schon 1974 für das Album Hotter than Hell verwendete Chikara-Symbol (力), das zwischen den Titeln der A- und der B-Seite platziert war.
Für die CD-Ausgabe entfiel die in der LP-Ausgabe enthaltene Textseite, die sich auf der Rückseite der Innenhülle befunden hatte. Die CD enthielt nur ein vierseitiges Einlegeblatt mit dem Coverfoto auf der Vorderseite, dem Gruppenfoto auf der linken und dem Chikara-Symbol auf der rechten Innenseite sowie den Einzelfotos auf der Rückseite. Im Gegensatz zur LP-Ausgabe war das Gruppenfoto bei der CD farbig.

## Veröffentlichung
Das Album erschien am 14. September 1987, es erreichte Platz 29 in Billboards Top 40 Album Charts und Platz 17 in den separat geführten CD-Charts.

## Titelliste
1. Crazy Crazy Nights (Gesang: Paul Stanley; Text und Musik: Paul Stanley, Adam Mitchell) –
2. I'll Fight Hell To Hold You (Gesang: Paul Stanley; Text und Musik: Paul Stanley, Adam Mitchell, Bruce Kulick) –
3. Bang Bang You (Gesang: Paul Stanley; Text und Musik: Paul Stanley, Desmond Child) –
4. No, No, No (Gesang: Gene Simmons; Text und Musik: Gene Simmons, Bruce Kulick, Eric Carr) –
5. Hell Or High Water (Gesang: Gene Simmons; Text und Musik: Gene Simmons, Bruce Kulick) –
6. My Way  (Gesang: Paul Stanley; Text und Musik: Paul Stanley, Desmond Child, B. Turgon) –
7. When Your Walls Come Down (Gesang: Paul Stanley; Text und Musik: Paul Stanley, Adam Mitchell, Bruce Kulick) –
8. Reason To Live (Gesang: Paul Stanley; Text und Musik: Paul Stanley, Desmond Child) –
9. Good Girl Gone Bad (Gesang: Gene Simmons; Text und Musik: Gene Simmons, D. Sigerson, P. Diggins) –
10. Turn On The Night (Gesang: Paul Stanley; Text und Musik: Paul Stanley, Diane Warren) –
11. Thief In The Night (Gesang: Gene Simmons; Text und Musik: Gene Simmons, Mitch Weissman) –